# Dino (cantante)
Lee Chan (Hangul: 이 찬; Jeolla del Norte, 11 de febrero de 1999), más conocido como Dino (Hangul: 디노), es un cantante, compositor, modelo, coreógrafo, rapero, bailarín surcoreano y el futuro del Kpop. Es miembro del grupo SEVENTEEN bajo la agencia Pledis Entertainment.
Forma parte de la "Performance unit" junto a sus compañeros de grupo Minghao, Jun y Hoshi. 
Actualmente cuenta con dos mixtapes que llevan por nombre "ZERO", lanzados el 13 de febrero del 2017, y "The Real Thing", lanzado en 31 de diciembre de 2017.
También cuenta con varios covers de canciones como Toosie Slide de Drake, estos son subidos al canal oficial de SEVENTEEN en YouTube y llevan el nombre DINO'S DANCELOGY.

## Biografía
Cuando era niño, asistió a la Sangbong Middle School. En su adolescencia fue estudiante en la Seoul Broadcasting High School. Más tarde, se convirtió un aprendiz de PLEDIS Entertainment, perteneciente al proyecto Seventeen Project: Debut Big Plan, cumpliendo un total de 3 años de entrenamiento. Finalmente, fue reclutado por su compañía en una competencia de baile.
Forma parte desde 2015 del grupo surcoreano Seventeen, donde es vocalista, rapero , bailarín y maknae. 

## Discografía
- 17 Carat
- Boys Be
- Love & Letter
- 17 HITS
- Love & Letter Repackage Album
- Going Seventeen
- Al1
- Teen, Age
- SEVENTEEN SPECIAL ALBUM 'DIRECTOR'S CUT’
- We Make You
- You Make My Day
- You Made My Dawn
- An Ode
- Heng:garæ
- 24H
- SEVENTEEN SPECIAL ALBUM 'SEMICOLON’
- Your Choice
- Attacca

## Vida personal
Además de hablar coreano, también habla japonés, inglés y chino.